# Carl Edvard Rotwitt
Carl Edvard Rotwitt (2 mars 1812 - 8 février 1860) est un juriste et homme politique danois. Il est Premier ministre du Danemark de 1859 à 1860. Il est mort en fonction à 47 ans.

## Biographie
Rotwitt est né à Hillerød, au Danemark. Il est le fils d'Otto Johan Rotwitt (1766-1836). Il est étudiant à l'école latine de Frederiksborg (en) en 1828 et passe un examen juridique en 1833.
En 1836, il devient procureur à Thisted, en 1841 commissaire foncier et commissaire et à la fin de 1842, procureur de la Cour suprême. Rotwitt est élu au Folketing en 1849 et est président de 1853 à 1859. Rotwitt est devenu chevalier de l'Ordre de Dannebrog en 1853.